# Lutz Riemann
Lutz Riemann (* 19. Dezember 1940 in Stettin; † 23. Oktober 2023 in Greifswald) war ein deutscher Schauspieler, Journalist und Autor. Er wurde vor allem durch seine Rolle als Oberleutnant Zimmermann in der Reihe Polizeiruf 110 des DFF bekannt. 

## Leben
Riemann wuchs in Lubmin auf und erlernte nach seinem Schulabschluss zunächst auf der Peene-Werft in Wolgast den Beruf des Schiffbauers. Dort fand er durch die Mitarbeit in einer Laienspielgruppe Interesse am Schauspielerberuf und studierte dann an der Hochschule für Film und Fernsehen Potsdam und anschließend bis 1964 an der Hochschule für Schauspielkunst „Ernst Busch“ Berlin.
Sein Debüt als Schauspieler hatte Riemann Anfang der 1960er-Jahre am Meininger Theater; anschließend spielte er am Deutschen Nationaltheater in Weimar. Nach einem schweren Autounfall im Jahr 1973 war er freiberuflich tätig. Er hatte Gastspiele an den Theatern in Neustrelitz und Meiningen und am Theater im Palast in Berlin. Bei der DEFA übernahm er erstmals 1962 eine Rolle; der Film Wind von vorn wurde jedoch nicht fertiggestellt. In den darauffolgenden DEFA-Filmen stellte er häufig Proletarier dar. 
In den 1980er-Jahren spielte er in den Filmen Das Ermittlungsverfahren und Die Mahnung den KPD-Vorsitzenden Ernst Thälmann. Die Rolle des Oberleutnant Lutz Zimmermann, den er in der Fernsehreihe Polizeiruf 110 von April 1983 bis Januar 1991 insgesamt 25 Mal verkörperte, brachte ihm eine große Popularität beim DDR-Fernsehpublikum. In dieser Reihe hatte er schon zuvor fünfmal mitgewirkt, allerdings in jeweils anderen Rollen. Riemann wirkte von 1962 bis 1991 in mehr als 50 Film- und Fernsehproduktionen mit.
Nach der Wiedervereinigung arbeitete er bis zu seiner Pensionierung hauptsächlich als Redakteur und Moderator beim NDR Fernsehen. Dort war er unter anderem als Außenreporter des Nordmagazins zu sehen. Gemeinsam mit Michael Schmidt gab er das Buch Der Untergang der Beluga heraus, in dem sich die beiden Autoren mit dem Schiffsunglück des Sassnitzer Fischkutters SAS 104 Beluga befassen.
Lutz Riemann war verheiratet und Vater einer Tochter. Er starb im Oktober 2023 im Alter von 82 Jahren in Greifswald.

## IM bei der Staatssicherheit
Im August 2013 wurde aus den Rosenholz-Dateien bekannt, dass Riemann ab den 1960er-Jahren unter dem Decknamen Richard König als Inoffizieller Mitarbeiter des Ministeriums für Staatssicherheit tätig gewesen war. Er spionierte dabei sein gesamtes Thüringer Umfeld aus und berichtete auch über den SPD-Politiker Peer Steinbrück, mit dessen Cousine er verheiratet war. Riemann gab an, er habe sich aus „weltanschaulicher Überzeugung“ zu dieser Tätigkeit verpflichtet. Er sei immer Kommunist gewesen und werde es immer sein. Er erklärte, dass er von seinem Führungsoffizier auf Steinbrück angesetzt worden war, die Bespitzelung jedoch abgelehnt habe, was durch die Unterlagen allerdings nicht bestätigt wird. Seine Tochter Petra Riemann arbeitete diesen lange Zeit im Dunklen liegenden Teil der Familiengeschichte in einem 2019 erschienenen Buch auf.

## Filmografie
- 1962: Unsere Straße – Unsere Liebe
- 1963: Bonner Pitaval: Die Affäre Heyde-Sawade (Fernsehreihe)
- 1965: Solange Leben in mir ist
- 1974: Bittere Pillen
- 1974: Polizeiruf 110 – Kein Paradies für Elstern (Fernsehreihe)
- 1974: Der Staatsanwalt hat das Wort: Moderner Diebstahl (Fernsehreihe)
- 1975: Büttners Truhe
- 1975: Damals in Sevilla
- 1976: Krach im Hochhaus
- 1976: Was kostet Martin die Welt
- 1976: Schließt mir die Augen
- 1976: Abenteuer mit Constanze
- 1976: Die Entführung
- 1976: Wenn einer was versprochen hat
- 1976: Daniel Druskat
- 1977: Ernst Schneller
- 1977: Der Staatsanwalt hat das Wort: Fahrspuren (Fernsehreihe)
- 1977: Das Herz der Dinge
- 1977: Verfolgung
- 1978: Ein Hahn im Korb (Fernsehfilm)
- 1978: Des kleinen Lokführers große Fahrt (Fernsehen)
- 1978: Jugendweihe
- 1978: Der zweite Mann
- 1978: Lapislazuli oder Zaubereien im Dichterbaum
- 1979: Alles hört auf Ottokar
- 1979: Der Staatsanwalt hat das Wort: Doppelte Buchführung (Fernsehreihe)
- 1980: Archiv des Todes (Fernsehserie)
- 1980: Polizeiruf 110 – Vergeltung? (Fernsehreihe)
- 1980: Moppel macht das schon
- 1980: Salz und Brot und gute Laune
- 1981: Das Ermittlungsverfahren
- 1981: Hochhausgeschichten (Fernsehserie)
- 1981: Jockei Monika (Fernsehserie)
- 1981: Verflucht und geliebt
- 1982: Polizeiruf 110 – Schranken (Fernsehreihe)
- 1982: Die Mahnung (DDR/BUL/UdSSR)
- 1982: Polizeiruf 110 – Im Tal (Fernsehreihe)
- 1982: Der Staatsanwalt hat das Wort: Ich bin Joop van der Dalen (Fernsehreihe)
- 1982: Retter, Rächer und Rapiere
- 1982: Im Rücken des Feindes
- 1982: Der Mann von der Cap Arcona
- 1983: Der Bastard (2 Folgen)
- 1983: Martin Luther
- 1983: Polizeiruf 110 – Die Spur des 13. Apostels (Fernsehreihe)
- 1983: Polizeiruf 110 – Es ist nicht immer Sonnenschein (Fernsehreihe)
- 1983: Polizeiruf 110 – Schnelles Geld (Fernsehreihe)
- 1984: Polizeiruf 110 – Im Sog (Fernsehreihe)
- 1984: Polizeiruf 110 – Das vergessene Labor (Fernsehreihe)
- 1984: Schnauzer
- 1985: Die Leute von Züderow (TV-Serie)
- 1985: Polizeiruf 110 – Treibnetz (Fernsehreihe)
- 1985: Polizeiruf 110 – Der zersprungene Spiegel (Fernsehreihe)
- 1986: Der Hut des Brigadiers
- 1986: Polizeiruf 110 – Ein großes Talent (Fernsehreihe)
- 1986: Polizeiruf 110 – Parkplatz der Liebe
- 1986: Polizeiruf 110 – Bedenkzeit
- 1986: Polizeiruf 110 – Kein Tag ist wie der andere
- 1986: Polizeiruf 110 – Das habe ich nicht gewollt
- 1987: Die Alleinseglerin
- 1987: Polizeiruf 110 – Die alte Frau im Lehnstuhl
- 1987: Polizeiruf 110 – Abschiedslied für Linda
- 1987: Kiezgeschichten (Fernsehserie)
- 1988: Polizeiruf 110 – Ihr faßt mich nie!
- 1988: Polizeiruf 110 – Der Mann im Baum
- 1988: Polizeiruf 110 – Eifersucht
- 1988: Polizeiruf 110 – Eine unruhige Nacht
- 1989: Polizeiruf 110 – Der Fund
- 1989: Polizeiruf 110 – Unsichtbare Fährten
- 1989: Polizeiruf 110 – Drei Flaschen Tokajer
- 1990: Polizeiruf 110 – Warum ich …
- 1990: Polizeiruf 110 – Abgründe
- 1990: Polizeiruf 110 – Tod durch elektrischen Strom
- 1990: Alter schützt vor Liebe nicht (Fernsehfilm)
- 1990: Polizeiruf 110 – Allianz für Knete
- 1991: Feuerwache 09 (Fernsehserie)
- 1991: Polizeiruf 110 – Zerstörte Hoffnung

## Hörspiele
- 1979: Joachim Goll: Der Hund von Rackerswill – Regie: Werner Grunow (Hörspiel – Rundfunk der DDR)
- 1991: Gerhard Rentzsch: Szenen aus deutschen Landen, eingeleitet und mit Zwischenberichten versehen über die Reise eines Mannes mit Pappkarton – Regie: Walter Niklaus (Hörspielreihe: Augenblickchen Nr. 4 – DS Kultur/BR)
- 1997: Monika Lötzsch: Matjessaison – Regie: Günter Bommert (Hörspiel – MDR)

## Veröffentlichungen (Auswahl)
- mit Michael Schmidt: Der Untergang der Beluga. Berlin 2001, ISBN 978-3-360-01028-5
- mit Michael Schmidt: Der Fall Beluga. Ein Unglück auf der Ostsee und wie es vertuscht wurde. Berlin 2014, ISBN 978-3-360-02186-1
- Frank Schumann (Hrsg.): Annäherung durch Wandel. Kalter Krieg und späte Freundschaft. mit Texten von Egon Bahr und Lutz Riemann, Berlin 2022, ISBN 978-3-360-02806-8